# جوان مازاکو
جوان مازاکو (انگلیسی: Joan Mazzaco؛ زادهٔ ۲۵ آوریل ۲۰۰۰) بازیکن فوتبال است.
وی همچنین در تیم ملی فوتبال Argentina U17 بازی کرده‌است.